# Гнилкино (Печорский район)
Гнилкино — деревня в Печорском районе Псковской области России. Входит в состав сельского поселения «Новоизборская волость».
Расположена в 7 км к юго-западу от волостного центра, деревни Новый Изборск, к западу от Мальского озера.
Oписание (краткая характеристика):Деревня Гнилкино, по-видимому, наиболее своеобразная из всех деревень изборско-мальской долины. В первую очередь обращает внимание её топография – поселение имеет круговую планировку с площадью посередине, ныне заболоченной и заросшей, а в свое время представлявшей площадку для общих собраний и гуляний в праздничные дни. На одном из краев этой площади стоит большой каменный крест на жальнике, который выполняет функции часовен в других деревнях. Около этого креста проводил службу священник в деревенский праздник; тогда крест украшали лентами, около него ставили свечки. Видимо, наличие креста повлияло и на выбор местного праздника – Воздвижение (27 сентября н. ст.), тогда крест тоже украшали летами, цветами и полотенцами. К кресту собиралась деревня и в Прощенное воскресенье, заканчивающее масленичные гуляния – в этот день все местные и гости просили друг у друга прощение. В Гнилкино ещё осталась в памяти смена местного праздника, что представляет немалый интерес, т.к. этот процесс в большинстве случаев скрыт от исследователей. Эта деревня принадлежала к приходу Никольской церкви Изборска, соответственно, местными праздниками был Николин день (зимний и весенний). Но после падежа скота местные жители стали праздновать Воздвижение, а приходской праздник, Никола, ушел на второй план, хотя тоже продолжал считаться своим. Таким образом произошло “узнавание” нового праздника, “предназначенного” для этого места и этой деревни.
Базовая легенда/миф: По местной легенде, под этим крестом похоронен какой-то князь. Крест на жальнике в д. Гнилкино отчетливо показывает условность функциональной классификации крестов (поклонный, памятный, намогильный), соединяя в себе фактически все три функции (к ним прибавляется ещё и функция часовни).
У д.Гнилкино отмечено и место где “пугает”: “Там есть разные призраки…Вот моя жена с Гнилкино, там на хуторе появлялись, издевались…человек идет выпивши – разденется, разуется и спать ляжет на камень, якобы домой пришел.”. Другие призраки подходли у ручья и заставляли прохожего разуваться и прыгать через него.

## Население
Численность населения деревни на начало 2020 года составляла 11 жителей.
| 2001 | 2002 | 2010 |
| ---- | ---- | ---- |
| 13   | ↘4   | ↘3   |